# Josef Dygrýn
Plk. Josef Dygrýn (6. března 1918 Praha – 4. června 1942 Lamanšský průliv) byl československý pilot Royal Air Force a oběť druhé světové války.

## Život

### Před druhou světovou válkou
Josef Dygrýn se narodil 6. března 1918 v Praze jako nemanželský syn Barbory Dygrýnové. Dětství prožil u tety v Hněvkovicích a vyučil se strojním zámečníkem. V roce 1937 se přihlásil do Školy pro odborný dorost letectva v při Vojenském leteckém učilišti v Prostějově, kde prošel pilotním výcvikem a kurzem létání podle přístrojů.

### Druhá světová válka
Po německé okupaci odešel v červnu 1939 společně s Antonínem Vendlem do Polska, kde se přihlásil k československé zahraniční armádě a poté odplul do Francie. Po vypuknutí druhé světové války byl odeslán na doškolení a přeškolení na francouzskou techniku, do bojů proti Němcům ale nezasáhl. Dne 24. června 1940 se přeplavil do Velké Británie. Zde byl přeškolen na letouny Hawker Hurricane, prodělal bojový výcvik a dne 14. října 1940 byl přidělen nejprve k 85. peruti a následně 26. října k 1. peruti RAF. Z důvodu ochrany příbuzných v protektorátu začal užívat pseudonym Ligotický (v mládí krátce žil i ve Lhoticích, což jej inspirovalo). Zpočátku se mu nedařilo, zničil dva letouny a byl odeslán na doškolení, které absolvoval mezi listopadem a prosincem 1940. V noci z 10. na 11. května 1941 se mu během dlouhého německého náletu na Londýn podařilo sestřelit tři stroje, v následných denních bojích nad Lamanšským průlivem si připsal další dva sestřely, další ve spolupráci a jedno poškození. Tímto se stal nejúspěšnějším československým stíhačem pro rok 1941. Dne 23. září 1941 byl převelen k 310. československé stíhací peruti, kde sloužil do května 1942, kdy se vrátil k 1. peruti. Stalo se tak na žádost Karla Kuttelwaschera, který chtěl v rámci 1. perutě postavit československou letku pro noční útočné operace Night intruder. V noci z 3. na 4. června 1942 vzlétl Josef Dygrýn k jedné z těchto operací mající za úkol napadení letiště u severofrancouzského Évreux. Zpět se již nevrátil, jeho tělo vyplavilo moře u Worthingu 8. září. Pohřben byl 14. září 1942 ve Westwellu v Kentu do hrobu č. 243 vedle své manželky. Josef Dygrýn se ve Velké Británii oženil s Doris Reevesovou, která ale náhle zemřela již 30. ledna 1941. Dosáhl hodnosti rotmistra.

## Vyznamenání
- 3x 1941 Československý válečný kříž 1939
- 1941 Československá medaile za zásluhy I. st.
- 1941 Československá medaile Za chrabrost před nepřítelem
- Pamětní medaile československé armády v zahraničí
- 1942 Záslužná letecká medaile
- Hvězda 1939–1945
- Evropská hvězda leteckých posádek
- Britská medaile Za obranu

## Posmrtná ocenění

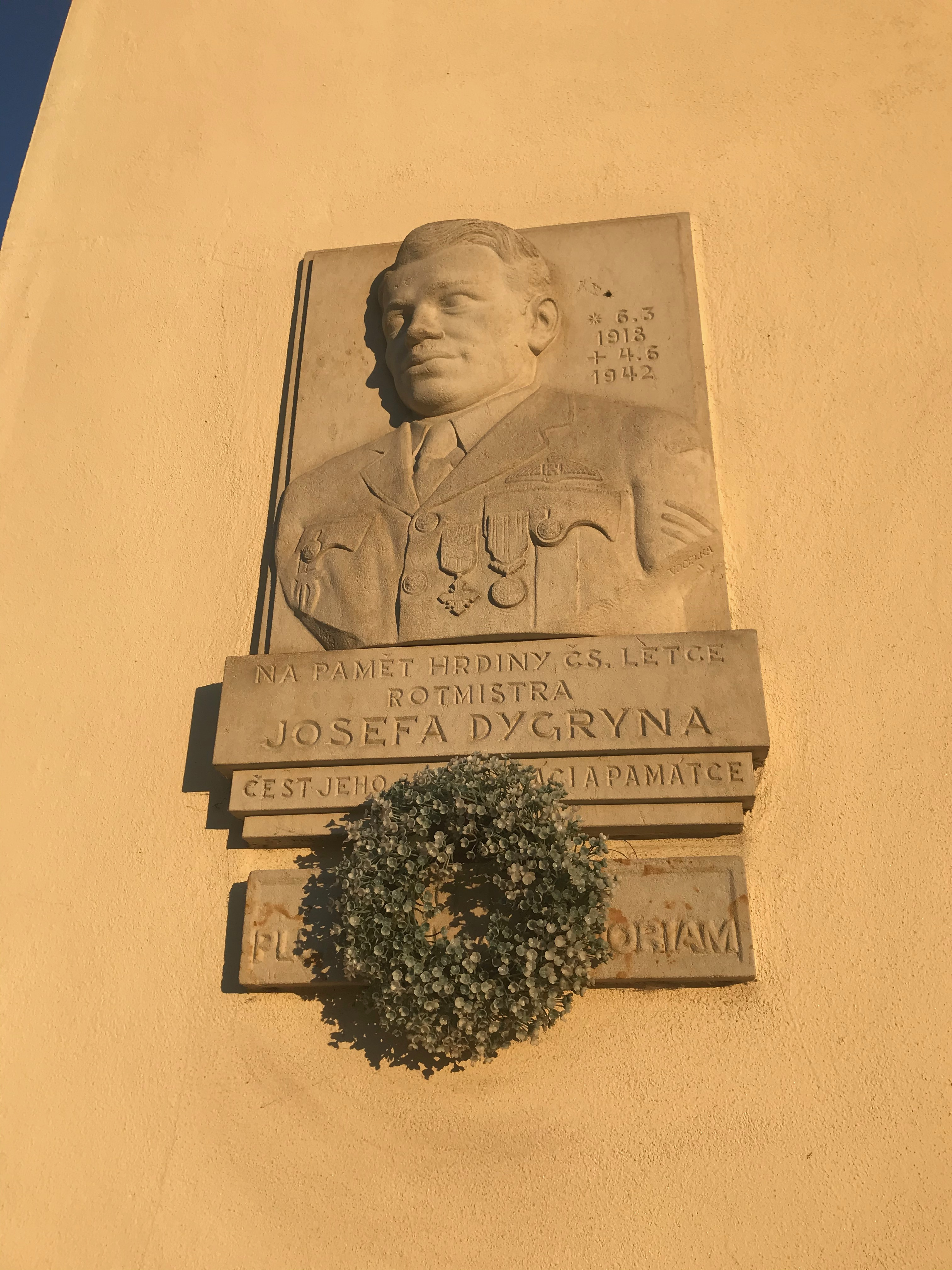
Pamětní deska Josefa Dygrýna v Humpolci

- Josef Dygrýn byl v roce 1991 in memoriam povýšen na plukovníka
- Na počest Josefa Dygrýna byla pojmenována jedna z ulic na Černém Mostě
- Josefu Dygrýnovi byla v Humpolci odhalena pamětní deska